# قارلوق (ابهر)
قارلوق (ابهر)، روستایی از توابع بخش مرکزی شهرستان ابهر در استان زنجان ایران است.
این روستا در سال های اخیر طعمه حریق شده و بخش های گسترده ای از پوشش طبیعی خود را از دست داده است.
همچنین با پیگیری های جناب آقای امید فرهنگ جاده این روستا آسفالت شده است.

## جمعیت
این روستا در دهستان حومه قرار دارد و براساس سرشماری مرکز آمار ایران در سال ۱۳۸۵، جمعیت آن ۱۸۶ نفر (۳۷خانوار) بوده‌است.